# The Sultana
The Sultana è un film muto del 1916 diretto da Sherwood MacDonald. La sceneggiatura si basa sull'omonimo romanzo di Henry Cottrell Rowland che era stato pubblicato a New York nel 1914.
Prodotto dalla Balboa Amusement Producing Company, il film aveva come interpreti Ruth Roland, William Conklin, Ed Brady.

## Trama
La Sultana, una preziosissima tiara, diventa oggetto di una scommessa tra alcuni giovani della buona società quando, dopo aver letto di una rapina in grande stile, uno di loro, Gregory Kirkland, scommette con gli amici che pure lui si sente capace di fare un colpo del genere rubando la tiara di Robert Sautrelle, impegnandosi ovviamente a restituire subito dopo il gioiello al suo proprietario. Così, quando Sautrelle si reca dai Kirkland, Gregory mette in atto il furto. Ma non riesce a portare l'impresa fino in fondo e convince un'altra ospite, Virginia Lowndes, a compierlo.
La giovane, poi, fugge insieme a un suo corteggiatore, il conte Strelitso ma quando Virginia racconta al conte della promessa che la lega a Gregory, lui la minaccia per tenersi la Sultana. Virginia si rifugia nei boschi, dove è inseguita dal maggiordomo dei Kirkland, che vuole impossessarsi del gioiello. L'uomo viene ucciso da alcuni banditi e la ragazza viene salvata dal dottor Mills, un amico di Gregroy. Restituita finalmente la tiara al suo legittimo proprietario, Virginia e Mills si rendono conto di essere innamorati l'uno dell'altra.

## Produzione
Il film fu prodotto dalla Balboa Amusement Producing Company.
Secondo fonti moderne, il film fu colorato a mano nei laboratori francesi della Pathé.

## Distribuzione
Il copyright del film, richiesto dalla Pathé Exchange, Inc., fu registrato il 14 ottobre 1916 con il numero LU9319.
Distribuito dalla Gold Rooster Play (Pathé Exchange), il film - in cinque bobine - uscì nelle sale cinematografiche statunitensi il 29 ottobre 1916.